# Jolante von Courtenay
Jolante von Courtenay (ungarisch: Courtenay Jolán; * um 1200 in Courtenay (Loiret), Frankreich; † 1233) war als Ehefrau des Königs Andreas II. eine Königin von Ungarn. Sie war die Tochter von Peter von Courtenay († 1217), Graf von Auxerre, und der Jolante von Flandern († 1219). Väterlicherseits entstammte sie dem Haus Courtenay, einer Nebenlinie der Kapetinger, mütterlicherseits dem Haus Flandern.

## Leben
Im Februar 1215 heiratete sie in Székesfehérvár als dessen zweite Ehefrau König Andreas II. von Ungarn (* um 1177; † 1235). Dessen erste Ehefrau Gertrud von Andechs war 1213 ermordet worden.
Mit ihm hatte sie eine Tochter, Yolanda von Ungarn.
Jolante und Andreas wurden im Egreser Kloster beigesetzt.

## Anmerkung
1. ↑  Diverse Namensformen, in denen sie auch genannt wird, sind: Jolanthe, Yolande, Yolanda, Violante, Yoles, Hyolenz Capet-Courtenay.